# Poláček
A Poláček, női változata Poláčeková cseh eredetű családnév. Magyar változata a Polacsek. Származási helyre utaló név.  A Polák kicsinyítőképzős változata. Jelentése lengyel, lengyelországi.
 2016-ban 2 792 személy viselte a Poláček / Poláčeková családnevet Csehországban.

## Híres Poláček nevű személyek
Poláček / Polačeková
- František Poláček (1940–2017) cseh ökölvívó
- Jaroslav Poláček (1905–1927) csehszlovák válogatott cseh labdarúgó
- Karel Poláček (1892–1945) cseh író, humorista, újságíró
- Klára Poláčková (1978) cseh hegymászó
- Martin Polaček (1990) válogatott szlovák labdarúgó
- Tomáš Poláček (1980) cseh labdarúgó

Polacsek
- Polacsek György (1964) evezős
- Polacsek József (1939–2021) Sas József humorista, színész, rendező, író, színházigazgató eredeti neve
- Polacsek Károly (1886–1964) Polányi Károly gazdaságtörténész eredeti neve
- Polacsek Laura, Striker Sándorné (1882–1959) Polányi Laura történész eredeti neve
- Polacsek Mihály (1891–1976) Polányi Mihály magyar-brit tudós, kémikus, közgazdász eredeti neve